# The Killer
The Killer er en amerikansk film fra 2023 af David Fincher.

## Medvirkende
- Michael Fassbender
- Arliss Howard som Claybourne
- Charles Parnell som Hodges
- Kerry O'Malley som Dolores
- Sala Baker
- Sophie Charlotte som Magdala
- Tilda Swinton